# Асоциация за Шомод
Асоциация за Шомод e регионално гражданско сдръужение в област Шомод, Унгария. Има 1 депутат в унгарския парламент. Асоциация за Шомод е първата гражданска организация от 1990 г. в новата парламентерна история на Унгария, която успява да печели депутатско място.
В парламента подкрепя правителствената коалция.

## Резултати от парламентарни избори
| година | процент гласове | спечелени мандати | получени гласове | статус                         |
| ------ | --------------- | ----------------- | ---------------- | ------------------------------ |
| 2006   | 0 %+            | 1                 | 13 801++         | независим депутат в парламента |

+ Не е участвала като партия, следователно няма подадени гласове в многомандатен избирателен район.

++ Подадени гласове в едномандатен избирателен район.